# John George Children

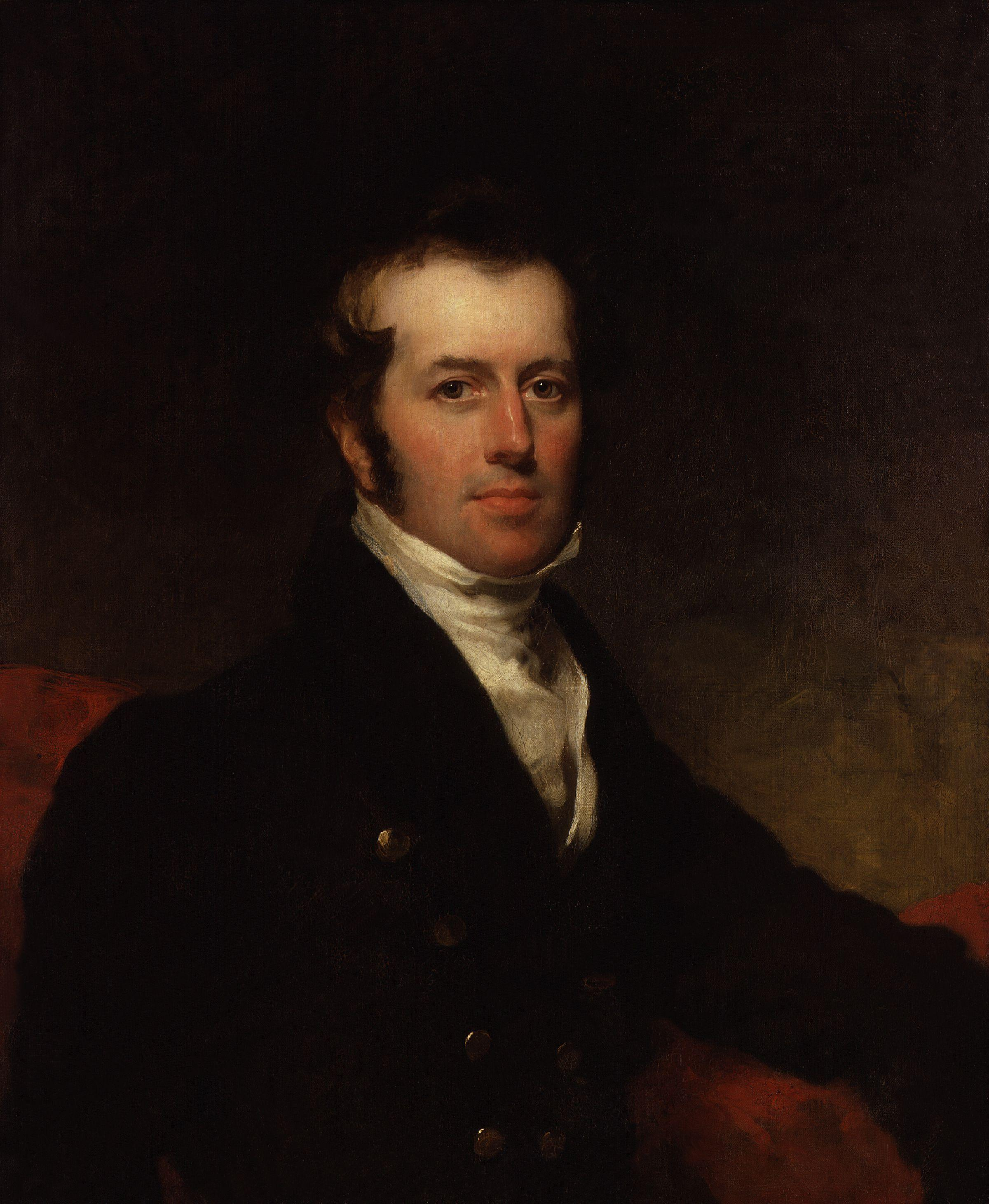
John George Children (1826)

John George Children (* 18. Mai 1777 in Tonbridge, Kent; † 1. Januar 1852 in Halstead, Kent) war ein britischer Chemiker, Mineraloge und Zoologe. Die Botanikerin Anna Atkins war seine Tochter.

## Leben und Wirken
John George Children war das einzige Kind des Bankiers George Children (1742–1818) und dessen Frau Susanna Marshall Jordan, die wenige Tage nach seiner Geburt starb. Er wurde auf Ferox Hall geboren, lernte an der Eton School und studierte ab 1794 am Queens’ College in Cambridge.
1798 heiratete er eine Miss Holwell, seine Frau starb jedoch im folgenden Jahr wenige Monate nach der Geburt einer Tochter, woraufhin er sein Studium abbrach. Er bereiste Europa sowie die Vereinigten Staaten und beschäftigte sich mit Mineralogie, Chemie und Galvanismus. Mit der finanziellen Unterstützung seines Vaters richtete er sich in Ferox Hall ein Labor ein, in dem er gemeinsam mit Humphry Davy und William Hyde Wollaston experimentierte.
1807 wurde Children Mitglied der Royal Society und der Linné-Gesellschaft. Eine im Jahre 1809 geschlossene zweite Ehe endete wiederum mit dem frühen Tod seiner Frau nach acht Monaten.
1813 konstruierte er die bis dahin größte galvanische Batterie. 1815 reiste Children nach Spanien und besuchte die Quecksilberminen in Almadén.
Nach dem Bankrott seines Vaters im Jahr 1816 war Children gezwungen sich eine Anstellung zu suchen. Noch im gleichen Jahr erhielt er eine Stelle als  Bibliothekar im „Department of Antiquities“ des Britischen Museums. Als Nachfolger von William Elford Leach war er von 1823 bis 1840 Keeper der zoologischen Sammlung des Museums. Er half dabei das Zoological Journal herauszugeben, dessen erste Ausgabe 1825 erschien.
1812 wurde Children zum Mitglied („Ordinary Fellow“) der Royal Society of Edinburgh gewählt. Von 1826 bis 1827 und von 1830 bis 1837 war er Sekretär der Royal Society und von 1837 bis 1839 auch ihr Vizepräsident. 1833 war er Gründungspräsident der Royal Entomological Society of London und von 1838 bis 1844 Vizepräsident der Botanical Society of London. 1839 wurde Children von Félix Édouard Guérin-Méneville als Mitglied Nummer 169 der Société Cuvierienne vorgestellt.

## Schriften
John George Children veröffentlichte einige Artikel in den Philosophical Transactions.